# Pierre Daniel Huet
Pierre Daniel Huet (ur. 8 lutego 1630 w Caen, zm. 26 stycznia 1721 w Paryżu) – francuski pisarz, filozof i duchowny.

## Życiorys
Huet był cenionym filologiem i początkowo zwolennikiem filozofii Kartezjusza, stopniowo stał się jednak jednym z najbardziej znanych antykartezjanistów ze stanowiska fideistycznego. W 1652 towarzyszył Samuelowi Borchartowi w jego wizycie na dworze Krystyny Szwedzkiej (dwa lata po tym, jak zmarł tam Kartezjusz). Wkrótce jednak powrócił do rodzinnego Caen, by pracować nad wydaniem komentarzy Orygenesa. W 1662 pomagał w utworzeniu Akademii Nauk w Caen .
W 1670 został pomocniczym preceptorem (sous-précepteur) delfina Ludwika Burbona (głównym preceptorem był Jacques-Bénigne Bossuet). W 1674 został wybrany do Akademii Francuskiej .
W 1680 został mianowany na stanowisko opata klasztoru w d'Aunay, a w 1685 na biskupa Soissons, jednakże z powodu sporów króla Ludwika XIV z papieżem Innocentym XI, nie wydano bulli potwierdzających to mianowianie. W 1689 został mianowany biskupem Avranches i w 1692 objął to stanowisko. W 1699 zrezygnował z niego, obejmując tytuł opata Fontenay. Wkrótce potem przeszedł na emeryturę, przenosząc się do paryskich jezuitów .
Jego biblioteka przechowywana jest w Bibliotece Narodowej Francji .

## Filozofia
W młodości Huet był zwolennikiem Kartezjusza. Jak jednak sam wskazał w swoich wspomnieniach (Mémoirs, 1718) odszedł od kartezjanizmu stając się jego znanym krytykiem. Huet wskazywał, że roszczenia fundacjonalistyczne tego nurtu nie mają podstaw i Kartezjuszowi nie udało się ustalić bezspornej podstawy ludzkiej wiedzy . Huet nie zgadzał się też z radykalizacją, jaka spotkała kartezjanizm po śmierci jego twórcy. W Poszukiwaniu prawdy (De la recherche de la vérité, 1674-1675) Nicolas Malebranche dokonał ostrej krytyki nauk humanistycznych oraz wywodzonej z ksiąg czy opartej na tradycji wiedzy. Zaatakował też Samuela Borcharta, z którym przyjaźnił się Huet. Huet, filolog, badacz i miłośnik ksiąg i wiedzy w typie antykwarycznym, nie mógł zaakceptować tego stanowiska i wypracował wpływową krytykę kartezjanizmu i jego epistemologii opartej na czystym rozumie. Huet wskazywał, że nie jest możliwe uprawomocnienie wiedzy wyłącznie w oparciu o ahistoryczny rozum. Rozum nie może działać samodzielnie, lecz wymaga wsparcia zarówno wiary, jak i tradycji (u Hueta jest to tradycja katolicka). Stanowisko to Huet wyraził w dwóch pracach Censura philosophiae cartesianae (1689) oraz Alnetanae questiones concordia rationis et fidei (1690). Censura była w tej epoce prawdopodobnie najczęściej czytanym traktatem antykartezjańskim, który spotkał się m.in. z krytyczną odpowiedzią Pierre’a-Sylvaina Régisa .
W 1698, pod wpływem pracy Gabriela Daniela, Huet opublikował anonimowo Nouveaux mémoires pour servir à l’histoire du cartésianisme – satyryczną rozmowę z Kartezjuszem, który uniknął śmierci w Szwecji w 1650 r.

## Dzieła
- 1673 Lettre touchant les expériences de l’eau purgée d’air,
- 1689 Censura philosophiae cartesianae, Paris, D. Horthemels, online,
- 1690 Traité de la situation du Paradis terrestre, Paris, Jean Anisson, online,
- 1698 Nouveaux mémoires pour servir à l’histoire du cartésianisme, 1996, Éd. présentée et annotée par Claudine Poulouin, Rezé, Séquences, online,
- 1702 Recherches sur la ville de Caen et ses environs, online,
- 1711 Traité de l’origine des romans suivi d’observations et de jugemens sur les romans français, avec l’indication des meilleurs romans qui ont paru surtout pendant le xviiie siècle jusqu’à ce jour, Paris, N.-L.-M. Desessarts, an VII,

- 1712 Dissertations sur diverses matières de religion et de philosophie,
- 1712 Le grand trésor historique et politique du florissant commerce des Hollandais…,

- 1716 Histoire du commerce et de la navigation des anciens,
- 1717 Mémoire sur le commerce des Hollandais,
- 1722 Huetiana, ou Pensées diverses de M. Huet, Éd. abbé d’Olivet, Paris, J. Estienne, online
- 1723 Traité philosophique de la faiblesse de l’esprit humain, A Amsterdam, chez Henri du Sauzet,
- 1853 Mémoires de Daniel Huet traduits pour la première fois du latin en français par Charles Nisard (Éloge historique de l’auteur, par l’abbé d’Olivet. Lettre de M. Huet à M. Perrault sur le parallèle des anciens et des modernes. Lettre de M. Huet à M. le duc de Montausier dans laquelle il examine le sentiment de Longin sur le passage de la Genèse : « et Dieu dit : que la lumière soit faite ». Réfutation d’une dissertation de M. Le Clerc contre Longin), Paris, Hachette,
- 1942 Traité de l’origine des romans, wydanie krytyczne,
- 1993 Mémoires, wydanie krytyczne, Philippe-Joseph Salazar, Paris/Toulouse, Klincksieck/Société de littérature classique.